# Летња офанзива ОВК
Летња офанзива ОВК (алб. Ofensiva verore e UÇK-së, лат. Letnja ofanziva OVK) била је велика офанзива коју је током лета 1998. године извела ОВК против Југословенске војске и Полиције Србије на Косову и Метохији.
Офанзива је започела када је ОВК прешла са герилских тактика на конвенционално ратовање. Овим су започели напади на градове и проширење контроле. До средине лета ОВК је контролисала око 40 % Косова и Метохије, успостављајући „оперативне зоне“, док је Југословенска војска успела да поврати контролу већег дела истока. Југословенски војници и полицајци су претрпели значајне губитке.

## Позадина
Након Другог светског рата, Косово је имало статус аутономне покрајине у оквиру Социјалистичке Републике Србије.  После Титове смрти 1980. године, југословенски политички систем се урушавао. 
1989. године Слободан Милошевић је укинуо самоуправу Косова током анти‑бюрократске револуције. 
Иако је Косово било већински насељено Албанцима, имало је посебан значај за Србију. Срби су се осећали све маргинализованијим. По укидању аутономије, Срби и Црногорци су преузели власт уз учешће паравојних снага из Србије, док су Албанци били изоловани и отпуштени из државних служби.
1996. године, група албанских националиста формира ОВК и покреће герилски рат против ВЈ и МУП-а у Косову, са циљем отцепљења од Југославије.  
У 1996. било је 31 напад; 55 у 1997; 66 у јануару и фебруару 1998. године.  Популарност ОВК је расла након убиства Адема Јашарија у марту 1998. у предграђу Призрена — што је довело до масовног придруживања младића његовој борби. 

## Сукоб у Белаћевцу
Средином јуна ОВК приближава копаоници угља Белаћевац. МУП напушта објекат, а 22. јуна 1998. ОВК преузима контролу над рудником код Обилића.  Операција је угрозила енергетску инфраструктуру. Киднаповани су неки српски радници, а производња је обустављена.  
Југословенске снаге, подржане оклопом, артиљеријом и тенковима, кренуле су 29. јуна у противнапад.  Дио ОВК се повукао, а други део је барикадиран у објектима правне службе рудника.  До 1. јула рудник је поново под контролом ВЈ и МУП-а.

## Напади у Дреници
У августу ОВК је покренула низ напада на полицију МУП-а.  Минерисали су путеве, постављали кућне замке, ископали ровове, поставили пунктове и бункере.  Географија Дренице је била погодна за заседе; Кристално су користили герилску тактику – напад и брзо повлачење – што је остављало полицијата без шансе да реагује. Укупно је погинуло 17 полицајаца. 

## Извори
- Judah, Tim (2002). Kosovo: War and Revenge. Yale University Press.